# Metopides occipitalis
Metopides occipitalis är en skalbaggsart som beskrevs av Francis Polkinghorne Pascoe 1866. Metopides occipitalis ingår i släktet Metopides och familjen långhorningar. Inga underarter finns listade i Catalogue of Life.